# Margaret Mitchell
Margaret Munnerlyn Mitchell, (Atlanta, 8. studenog 1900. — Atlanta, Georgia, 16. kolovoza 1949.), bila je američka spisateljica.

## Životopis
Margaret Mitchell je prvenstveno poznata po romanu Zameo ih vjetar, u kojem opisuje događaje tijekom američkog građanskog rata i poslijeratne Rekonstrukcije. Radnja opisuje doživljaje Scarlett O'Hara, razmažene kćeri bogatog južnjačkog plantažera. Po romanu je snimljen i istoimeni film 1939. u kojem su u glavnim ulogama pojavljuju Vivien Leigh i Clark Gable.
Njen otac je bio odvjetnik a majka aktivna sufražetkinja. Mitchell se udaje prvi put 1922. i taj brak traje do 1924. Pisala je za Atlanta Journal 1922. – 1926. 
Njen drugi muž poticao ju je da postane pisac, i u periodu 1926. – 1929. piše o američkom građanskom ratu iz perspektive Juga.
Poginula je 16. kolovoza 1949. kada ju je udario automobil dok je prelazila preko ulice. Sahranjena je na Oakland Cemetery u Atlanti.